# Limitations de vitesse en Slovaquie

Panneau indiquant les limitations de vitesse en Slovaquie (2020).

En Slovaquie (abréviation officielle SK - pour « Slovensko »), la vitesse est limitée à :
- 50 km/h en ville
- 90 km/h hors agglomération
- 130 km/h sur voie rapide et sur autoroute (minimum 80 km/h)
- 90 km/h sur voie rapide et sur autoroute en agglomération (minimum 65 km/h)

## Autres règles
- Allumage des feux de croisement obligatoire 24h/24 ;
- Alcoolémie maximale autorisée au volant : nulle (0,0 g/L d'alcool dans le sang)[2] ;
- Vignette autoroutière obligatoire sur autoroute comme sur voie rapide.